# Cefoperazonă
Cefoperazona este un antibiotic din clasa cefalosporinelor de generația a treia, utilizat în tratamentul unor infecții bacteriene. Printre acestea se numără: infecții intraabdominale (inclusiv peritonite), infecții ale tractului urinar, infecții cutanate și ale țesuturilor moi, infecții ale căilor respiratorii superioare și inferioare, septicemie și infecții ginecologice. Spectrul de activitate al acestui antibiotic include și Pseudomonas aeruginosa. Căile de administrare disponibile sunt intravenoasă și intramusculară. Calea de administrare disponibilă este cea orală. Există și formulări care conțin cefoperazonă în combinație cu sulbactam, un inhibitor de beta-lactamază.

## Reacții adverse
Printre reacțiile adverse se numără reacțiile alergice și inflamația la locul administrării. Poate produce efecte de tip disulfiram în combinație cu etanolul. Se poate instala o diaree cu colită pseudomembranoasă, din cauza infectării cu Clostridium difficile. În acest caz, tratamentul trebuie oprit imediat.